# Safari (browser)
Safari è un browser web sviluppato da Apple Inc. basato su WebKit, disponibile per i sistemi operativi iOS, iPadOS e macOS. Fu presentato il 7 gennaio 2003. Tra il 2007 e il 2012 è esistita una versione per Windows.
Safari è il browser di default nei dispositivi Apple.
Nel 2022 Safari ha superato il miliardo di utenti nel mondo.

## Storia e sviluppo
Fino al 1997 i Macintosh erano forniti con due browser di serie, Netscape Navigator e Cyberdog. Nello stesso anno Apple strinse un accordo quinquennale con Microsoft, che prevedeva anche l'inclusione di Internet Explorer come browser predefinito nei Mac.
Nel frattempo a fine giugno del 2001 Apple assunse Don Melton per dirigere e iniziare lo sviluppo di un nuovo browser per i Macintosh, progetto dal nome in codice Alexander.
Anziché il più gettonato Gecko di Mozilla, Don Melton come base di partenza scelse il motore di rendering KHTML e il motore JavaScript KJS di KDE. I fork di Apple dei due motori furono battezzati rispettivamente WebCore e JavaScriptCore: assieme formano WebKit. La scelta di KHTML e di KJS tuttora implica che il codice sorgente di WebKit sia pubblicato sotto licenza GNU Lesser General Public License. I miglioramenti introdotti dagli ingegneri Apple furono restituiti alla comunità di KDE, in modo che potessero essere integrati nel progetto originario. All'atto pratico il processo di collaborazione in entrambe le direzioni si è rivelato più difficoltoso di quanto previsto.
Il nome definitivo Safari fu scelto solo poche settimane prima della presentazione ufficiale.
Le prime versioni furono disponibili per Mac OS X Jaguar come un'applicazione separata. Il supporto a Jaguar fu abbandonato velocemente in autunno per l'allora nuovo Mac OS X Panther, dov'era incluso come browser di default.
Nel gennaio 2007 Safari debutta in versione mobile negli iPhone, capace di visualizzare pagine web progettate per browser da PC.
Nell'estate 2007, Safari diventa disponibile anche per Windows XP e Vista in versione beta.

## Descrizione
Safari offre le tipiche caratteristiche di un browser moderno tra cui segnalibri, tab, navigazione privata, gestione password, salvataggio delle pagine web nel computer e una barra degli indirizzi che può interrogare automaticamente i motori di ricerca se il testo inserito non viene riconosciuto come URL. I motori di ricerca supportati sono Google, Yahoo!, Bing, DuckDuckGo ed Ecosia.
Con iOS 15 e iPadOS 15 la barra degli indirizzi è stata spostata in basso, quindi più accessibile e con la possibilità di strisciare sulle altre schede aperte. È possibile anche riportare la barra in alto per ogni singola scheda. Tutte le funzioni sono raggruppate in una nuova schermata a comparsa che appare toccando sui tre puntini. Il raggruppamento delle funzioni è stato reimpostato nel lato inferiore su una barra fissa.
Per quanto riguarda i pannelli, è possibile organizzare le schede in gruppi.
La pagina iniziale è personalizzabile. La pagina visualizzata all'avvio del browser, infatti, consente di rendere velocemente disponibili alcune sezioni: preferiti, siti più frequentemente visitati, condivisi con te, report della privacy, suggerimenti di Siri, elenco lettura e pannelli iCloud. Inoltre è stata aggiunta un'opzione per scegliere un'immagine di sfondo.
Safari include anche un menu Sviluppo che abilita numerose funzionalità per gli sviluppatori, tra cui un web inspector, la possibilità di cambiare lo user agent e l'attivazione di altre caratteristiche sperimentali.
In linea generale, quando si crea un browser come Safari si inizia dall'individuazione del motore di rendering su cui basare il client. Nel caso specifico, si tratta di WebKit. WebKit è il motore per browser web utilizzato per il rendering delle pagine web. Il progetto WebKit è stato creato da Apple il 25 giugno 2001.
Nel corso degli anni, Safari si è evoluto supportando i nuovi standard web come HTML5, WebGL, RSS, Canvas CSS e includendo nuove funzionalità per l'utente quali l'integrazione con i servizi iCloud, Elenco lettura, compilazione moduli automatica, condivisione URL, estensioni, Apple Pay, blocco phishing, tecnologie anti tracciamento.
Il tema dell'interfaccia grafica di Safari è variato nel tempo seguendo lo stile di macOS e di iOS. Le prime versioni per Windows adottavano in toto il tema Aqua, mentre le ultime si son avvicinate al linguaggio dell'interfaccia di Windows.

### Prestazioni
Apple ha dichiarato più volte che Safari è uno dei browser più veloci al mondo, soprattutto nel motore JavaScript e che in un computer Mac consuma meno energia rispetto ai concorrenti.
Il 2 maggio 2023 Safari era il secondo browser web più utilizzato al mondo.

## Sicurezza e Privacy

### Plugin
Apple gestisce una lista nera dei plugin di Safari per evitare l'installazione di software vulnerabile o potenzialmente dannoso. Safari 12 ha tolto il supporto ai plugin NPAPI con l'eccezione di Adobe Flash. Il supporto a Flash è stato rimosso completamente da Safari 14.

### Estensioni
Dalla versione 5 Safari permette l'installazione di estensioni del browser, anche se dalla 12 in poi vengono accettate solo quelle che provengono dall'App Store o comunque approvate da Apple.

### Privacy
A partire dalla versione 11 Apple ha cominciato ad avere un approccio più incentrato alla privacy applicando politiche sempre più aggressive contro la profilazione online dell'utente. La prevenzione Tracking Intelligente impedisce il tracciamento che si basa su cookie di terze parti. Safari li isola in modo che più cookie non possano costruire un profilo identificativo dell'utente. Tendenzialmente dopo un giorno dall'ultimo utilizzo i cookie di terze parti son bloccati e automaticamente dopo un mese rimossi. Safari sfrutta il Machine learning per capire quali cookie deve segregare e quali mantenere. Inoltre Safari comunica le caratteristiche essenziali e generiche del computer per evitare il fingerprinting. Tutto il sistema anti tracking è attivo di default, ma l'utente può disabilitarlo.

## Safari su Windows
Steve Jobs rese noto, durante il WWDC 2007, che sarebbe stata pubblicata una versione beta di Safari 3 anche per le piattaforme Windows XP e Windows Vista. L'accoglienza del programma sui sistemi Windows è stata tiepida.
Con la versione 3.0.2 pubblicata il 23 giugno Safari aggiunge il supporto multilingua, consentendo la localizzazione anche in lingue diverse dall'inglese, migliora la visualizzazione dei testi, aumenta la sicurezza e la stabilità e diminuisce il tempo di avvio. La versione 3.0.3 (distribuita ad agosto) risulta la prima versione che può dirsi a un buon punto di sviluppo.
Il 15 novembre 2007 Apple ha diffuso la versione 3.0.4. finalizzata al miglioramento della stabilità complessiva.
Il 12 giugno 2008 è stata distribuita la versione 3.1.2 che risolve diverse problematiche.
Il 6 giugno 2008 è stata distribuita solo agli sviluppatori la versione beta di Safari 4 sia per Mac che per Windows.
Il 12 novembre 2008 è stata distribuita la versione 3.2.0 di Safari, che introduce il supporto per la protezione dal phishing e risolve alcuni problemi di stabilità. Nel febbraio 2009 è stata distribuita al pubblico la versione beta 4.0.
Il giorno 8 giugno 2009 è stata distribuita la versione 4.0 ufficiale di Safari.
Il 7 giugno 2010 è stata distribuita la versione 5.0 con velocità aumentata e la funzione reader.
Il 28 luglio 2010 è stata distribuita la versione 5.0.1 che consente per la prima volta di scaricare le estensioni preferite da un'ampia galleria e di poter consentire la localizzazione, se l'utente lo consente.
Il 7 settembre 2010 è stata distribuita la versione 5.0.2 con miglioramento della funzioni reader che permette di impaginare gli articoli eliminando la pubblicità con aumento della velocità grazie al motore Nitro e supporto di nuove funzionalità HTML5.
L'ultima versione disponibile per Windows è stata la 5.1.7; dalla versione 5.1.9, Safari è disponibile soltanto per Mac.

## Critiche

### Estensioni
La nuova politica restrittiva sulle estensioni in vigore da Safari 12 è stata criticata perché costringe gli utenti e gli sviluppatori a passare per Apple per la loro certificazione e installazione. Il vecchio formato delle estensioni che non prevedeva l'obbligo di essere approvato da Apple non è più supportato, rendendo inutilizzabili estensioni già installate dagli utenti.

### Distribuzione tramite Aggiornamento Software
L'utility Aggiornamento Software su Windows proponeva di default il download e l'installazione di Safari anche se il browser non era presente nel computer dell'utente. Mozilla ha criticato tale scelta, sostenendo che "rasenta la modalità di distribuzione di malware". Apple ha successivamente modificato l'utility separando in due riquadri gli aggiornamenti e il nuovo software installabile, mantenendo però la scelta di installazione attiva di default.

### Tecniche Anti tracciamento
L'inclusione di tecnologie anti tracciamento ha scatenato pareri negativi dagli operatori pubblicitari sul web, affermando che "si va a sabotare il modello economico su cui si basa internet". Le agenzie pubblicitarie sul web difatti tengono traccia della navigazione e degli interessi degli utenti per fornire pubblicità mirata e quindi più remunerativa, ma le tecnologie implementate da Safari rendono più difficile la profilazione. Ciò ha comportato una svalutazione di Safari nel mercato pubblicitario, poiché gli operatori possono fornire solo pubblicità generica e quindi di valore inferiore.

### Safari su Windows
La versione di Safari per Windows è stata ampiamente criticata perché sembrava non essere all'altezza di una fase beta. Safari è apparso subito instabile e afflitto da diversi problemi su sistemi non in lingua inglese. I bug non erano presenti nella versione di macOS, quindi imputabili al processo di conversione per Windows. Oltre a ciò sono emerse falle di sicurezza che però sono state risolte nel giro di pochi giorni dalla sua diffusione con la versione 3.0.1. Apple comunque ha iniziato a pubblicare degli opportuni aggiornamenti di sicurezza che indirizzano tali problemi. Safari su Windows offriva meno funzionalità di Firefox, quindi percepito poco appetibile.

### Sicurezza
Al Pwn2Own del 2008 e del 2009 Safari è stato il primo browser a essere violato, permettendo agli hacker l'accesso e il controllo del computer su cui era installato. Nel 2008 è stata sfruttata una falla di sicurezza nota da almeno un anno, ma che allora Apple non aveva ancora chiuso. Le falle di sicurezza son state risolte in aggiornamenti minori di Safari.

### Carenza supporto standard web
Safari è stato criticato da più fronti per non mantenere il passo di adozione degli standard web, arrivando a definirlo come il nuovo Internet Explorer.

## Cronologia delle versioni per computer
| Versione di Safari        | Versione del WebCore      | Sistemi operativi supportati                                                           | Data rilascio     | Caratteristiche |
| ------------------------- | ------------------------- | -------------------------------------------------------------------------------------- | ----------------- | --- |
| 0.8                       | 48                        | Mac OS X Jaguar                                                                        | 7 gennaio 2002    | Prima versione, presentata alla conferenza Macworld |
| 0.8.1                     | 51                        | Mac OS X Jaguar                                                                        | 10 gennaio 2003   | Miglioramenti minori |
| 0.8.2                     | 60                        | Mac OS X Jaguar                                                                        | 12 febbraio 2003  | Migliorata compatibilità con siti web, supporto dell'XML, migliorata la stabilità, migliorate le prestazioni del Macromedia Flash, migliorato il supporto degli standard web |
| 0.9                       | 73                        | Mac OS X Jaguar                                                                        | 14 aprile 2003    | Aggiunti pannelli per la navigazione, autocompletamento form, eliminazione dei dati sensibili salvati tramite menu, lettura dei segnalibri di Netscape Mozilla, migliorata gestione degli standard web, migliorata gestione AppleScript, aggiunte localizzazioni |
| 0.9                       | 74                        | Mac OS X Jaguar                                                                        | 15 maggio 2003    | Migliorata gestione dei certificati SSL/TLS |
| 1.0                       | 85                        | Mac OS X Jaguar                                                                        | 23 giugno 2003    | Safari diventa il web browser standard per il Mac OS X Aggiunte schede veloci, supporto della sincronizzazione iSync, supporto di tutti i linguaggi gestiti dal Mac OS X, aggiunti AppleScript per gestire il programma, migliorata gestione degli standard web |
| 1.0                       | 85.5                      | Mac OS X Jaguar                                                                        | 3 ottobre 2003    | Distribuito con l'aggiornamento Mac OS X 10.2.8 |
| 1.1                       | 100                       | Mac OS X Panther                                                                       | 24 ottobre 2003   | Migliorata la velocità, migliorata gestione dei siti web, migliorata gestione CSS |
| 1.0.1                     | 85.6                      | Mac OS X Jaguar                                                                        | 19 novembre 2003  | Distribuito con l'aggiornamento di sicurezza 2003-11-19. |
| 1.1.1                     | 100.1                     | Mac OS X Panther                                                                       | 19 novembre 2003  | Distribuito con l'aggiornamento di sicurezza 2003-11-19. |
| 1.0.2                     | 85.7                      | Mac OS X Jaguar                                                                        |                   | |
| 1.2                       | 125                       | Mac OS X Panther                                                                       | 2 febbraio 2004   | - Migliorata la compatibilità con siti e applicazioni web - Supporta le certificazioni personali. Gestione del programma totalmente da tastiera - Capacità di riprendere i download interrotti |
| 1.2.1                     | 125.1                     | Mac OS X Panther                                                                       | 15 maggio 2004    | Distribuito con il Mac OS X 10.3.3 |
| 1.2.2                     | 125.7                     | Mac OS X Panther                                                                       | 26 maggio 2004    | Risolve un problema con gli allegati di Hotmail |
| 1.2.2                     | 125.8                     | Mac OS X Panther                                                                       | 7 luglio 2004     | - Distribuito con l'aggiornamento di sicurezza 2004-06-07 - Risolve un problema legato al pulsante "Show in Finder" che poteva eseguire le applicazioni scaricate |
| 1.0.3                     | 85.8                      | Mac OS X Jaguar                                                                        |                   | |
| 1.0.3                     | 85.8.1                    | Mac OS X Jaguar                                                                        |                   | |
| 1.2.3                     | 125.9                     | Mac OS X Panther                                                                       | 9 agosto 2004     | Rimuove un potenziale buco di sicurezza legato alle immagini GIF |
| 1.2.4                     | 125.11                    | Mac OS X Panther                                                                       | 5 novembre 2004   | Distribuito con il Mac OS X 10.3.6. Rimuove il timeout di 60 secondi per le pagine web. Risolve un problema legato agli hard disk con nomi contenenti caratteri non ASCII. |
| 1.2.4                     | 125.12                    | Mac OS X Panther                                                                       | 2 dicembre 2004   | - Distribuito con l'aggiornamento di sicurezza 2004-12-02 - Risolve alcuni problemi di sicurezza |
| 1.3                       | 312                       | Mac OS X Panther                                                                       | 15 aprile 2005    | Include molti dei miglioramenti di velocità sviluppati per la versione 2.0 |
| 2.0                       | 412                       | Mac OS X Tiger                                                                         | 29 aprile 2005    | - Migliorata la velocità di disegno delle pagine web e la compatibilità con i siti web - Integrato un lettore di RSS e Atom - Integrato un lettore di file PDF. Aggiunta la navigazione privata e il controllo dei minori - Possibilità di salvare interi siti web |
| 2.0                       | 412.2                     | Mac OS X Tiger                                                                         | 12 luglio 2005    | Distribuito con l'aggiornamento del Mac OS X 10.4.2 |
| 2.0                       | 412.2.2                   | Mac OS X Tiger                                                                         | 15 agosto 2005    | Risolto problema di sicurezza con i suffissi CVE-2005-2516, CVE-2005-2517 e CVE-2005-2522 |
| 1.3.1                     |                           | Mac OS X Panther                                                                       | 29 agosto 2005    | Migliorata la velocità e la compatibilità con alcuni siti |
| 2.0.1                     | 412.7                     | Mac OS X Tiger                                                                         | 29 agosto 2005    | Migliorata la velocità e la compatibilità con alcuni siti |
| 2.0.2                     | 416.12                    | Mac OS X Tiger                                                                         | 31 ottobre 2005   | Distribuito con l'aggiornamento del Mac OS X 10.4.3 |
| 2.0.2                     | 416.13                    | Mac OS X Tiger                                                                         | 29 novembre 2005  | - Distribuito con l'aggiornamento di sicurezza 2005-009 - Aggiorna la versione di PCRE inclusa in Safari che include una verifica degli input migliore - L'aggiornamento risolve un problema di overflow prodotto dai download con nomi malformati - Risolve un problema con le finestre di dialogo JavaScript che potevano consentire a un terzo di intercettare le informazioni - Risolve anche un problema di overflow del WebKit |
| 2.0.3                     | 417.8                     | Mac OS X Tiger                                                                         | 10 gennaio 2006   | Corretti alcuni problemi di sicurezza |
| 2.0.3                     | 417.9.2                   | Mac OS X Tiger                                                                         | 13 marzo 2006     | Incluso nell'aggiornamento di sicurezza 2006-002 |
| 2.0.3                     | 417.9.3                   | Mac OS X Tiger                                                                         | 11 maggio 2006    | Incluso nell'aggiornamento di sicurezza 2006-003 |
| 2.0.4                     | 419.3                     | Mac OS X Tiger                                                                         | 27 giugno 2006    | Incluso nell'aggiornamento di Mac OS X 10.4.7 |
| 3.0                       | 522.11                    | - Mac OS X Tiger - Windows XP - Windows Vista                                          | 11 giugno 2007    | Drastico incremento delle performance, migliorata la navigazione a pannelli Aggiunto il supporto ai sistemi Windows |
| 3.0.1                     |                           | - Windows XP - Windows Vista                                                           | giugno 2007       | Versione beta. Risolti alcuni bug di sicurezza |
| 3.0.2                     |                           | - Windows XP - Windows Vista                                                           | 23 giugno 2007    | Aggiunto il supporto alle lingue straniere, migliorata la visualizzazione dei testi, aumentata la sicurezza e la stabilità e diminuito il tempo di avvio |
| 3.0.3                     | 522.12.1                  | - Mac OS X Tiger - Windows XP - Windows Vista                                          | 1º agosto 2007    | Migliorata la stabilità e corretti dei bug che potevano minare la sicurezza del programma |
| 3.0.4                     | 523.7                     | - Mac OS X Tiger - Mac OS X Leopard - Windows XP - Windows Vista                       | 15 novembre 2007  | Distribuito con Mac OS X 10.5 Leopard e in seguito, con l'aggiornamento Mac OS X 10.4.11, anche su Tiger |
| 3.1                       | 525.13                    | - Mac OS X Tiger - Mac OS X Leopard - Windows XP - Windows Vista                       | 18 marzo 2008     | Supporto dei nuovi tag video e audio di HTML5 e delle animazioni CSS Migliorata la stabilità, la compatibilità e la sicurezza in JavaScript |
| 3.1.1                     | 525.18                    | - Mac OS X Tiger - Mac OS X Leopard - Windows XP - Windows Vista                       | 16 aprile 2008    | Miglioramenti nella stabilità, compatibilità e sicurezza |
| 3.1.2                     | 525.21                    | - Mac OS X Tiger - Mac OS X Leopard - Windows XP - Windows Vista                       | 12 giugno 2008    | - Distribuito con Mac OS X 10.5.4 per Leopard e in aggiornamento per Tiger - Miglioramenti in stabilità |
| 3.2.0                     | 525.26.13                 | - Mac OS X Tiger - Mac OS X Leopard - Windows XP - Windows Vista                       | 12 novembre 2008  | - Distribuito con Mac OS X 10.5.4 per Leopard e in aggiornamento per Tiger - Miglioramenti nella protezione contro il phishing e migliorata la funzionalità dei siti di acquisto online (come ebay) e la loro protezione |
| 3.2.1                     | 525.27.1                  | - Mac OS X Tiger - Mac OS X Leopard - Windows XP - Windows Vista                       | 25 novembre 2008  | - Distribuito con Mac OS X 10.5.4 per Leopard e in aggiornamento per Tiger - Miglioramenti nella stabilità del programma, ora chiede se vogliamo uscire da un pannello oppure no |
| 3.2.2                     | 525.28.1                  | - Windows XP - Windows Vista                                                           | 12 febbraio 2009  | Aggiornamento di sicurezza |
| 3.2.3                     | - 525.28.1 - 525.29.1     | - Mac OS X Tiger - Mac OS X Leopard - Windows XP - Windows Vista                       | 12 maggio 2009    | - Distribuito con Mac OS X 10.5.7 per Leopard e in aggiornamento per Tiger - Aggiornamento di sicurezza |
| 4.0.0 developer preview   | 526.12.2                  | - Mac OS X Tiger - Mac OS X Leopard - Windows XP - Windows Vista                       | 6 giugno 2008     | - Distribuita solo agli sviluppatori la preview di Safari 4 - Nuovo menu Sviluppo, Web Inspector ridisegnato - Inoltre include elementi delle nuove versioni di WebKit, come il supporto alle nuove caratteristiche del CSS e il migliorato supporto al nuovo HTML5 - Nuovo interprete JavaScript SqirrelFish |
| 4.0.0 developer preview 2 | 528.1                     | - Mac OS X Tiger - Mac OS X Leopard - Windows XP - Windows Vista                       | 22 agosto 2008    | Seconda preview per gli sviluppatori |
| 4.0.0 public beta         | 528.16                    | - Mac OS X Tiger - Mac OS X Leopard - Windows XP - Windows Vista                       | 24 febbraio 2009  | Prima versione beta pubblica |
| 4.0.0 public beta 2       | 528.17                    | - Mac OS X Tiger - Mac OS X Leopard - Windows XP - Windows Vista                       | 12 maggio 2009    | - Seconda versione beta pubblica - Aggiornamento di sicurezza |
| 4.0.0                     | 530.17                    | - Mac OS X Tiger - Mac OS X Leopard - Windows XP - Windows Vista                       | 8 giugno 2009     | Versione finale. Si tratta del primo browser in versione stabile a passare il test Acid3 con un punteggio 100/100 |
| 4.0.1                     | 530.18                    | Mac OS X Leopard                                                                       | 17 giugno 2009    | Migliora la compatibilità con iPhoto '09 |
| 4.0.2                     | 530.19                    | - Mac OS X Tiger - Mac OS X Leopard - Windows XP - Windows Vista - Windows 7           | 8 luglio 2009     | Migliora la stabilità del motore Nitro JavaScript e include le ultime correzioni relative alla sicurezza e alla compatibilità dell'applicazione |
| 4.0.3                     | 530.20                    | - Mac OS X Tiger - Mac OS X Leopard - Windows XP - Windows Vista - Windows 7           | 12 agosto 2009    | - Miglioramenti alla stabilità per le pagine web che utilizzano l'etichetta video HTML5 - Risoluzione di un problema che impediva ad alcuni utenti di effettuare il login a iWork.com - Risoluzione di un problema per cui a volte i contenuti web venivano visualizzati in scala di grigi anziché a colori |
| 4.0.4                     | 531.21                    | - Mac OS X Tiger - Mac OS X Leopard - Windows XP - Windows Vista - Windows 7           | 11 novembre 2009  | - Prestazioni di JavaScript migliorate - Prestazioni migliorate di Ricerca nella cronologia completa per gli utenti con un numero elevato di elementi cronologici - Miglioramento della stabilità di plug-in di terze parti, del campo di ricerca e Yahoo! Mail |
| 4.0.5                     | 531.22                    | - Mac OS X Tiger - Mac OS X Leopard - Windows XP - Windows Vista - Windows 7           | 11 marzo 2010     | - Miglioramenti alle prestazioni di Top Sites - Miglioramenti alla stabilità dei plugin di terze parti - Miglioramenti alla stabilità dei siti web con moduli on-line e tecnologia SVG (Scalable Vector Graphics) - Risoluzione di un problema che impediva la modifica delle impostazioni di alcuni router Linksys da parte di Safari - Risoluzione di un problema che impediva ad alcuni utenti di iWork.com di commentare i documenti |
| 4.1                       | 4533.16                   | Mac OS X Tiger                                                                         | 7 giugno 2010     | |
| 5.0                       | 4533.16                   | - Mac OS X Leopard - OS X Snow Leopard - Windows XP - Windows Vista - Windows 7        | 7 giugno 2010     | - Velocità aumentata - Funzione Reader |
| 5.0.1                     | 6533.17.8                 | - Mac OS X Leopard - OS X Snow Leopard - Windows XP - Windows Vista - Windows 7        | 28 luglio 2010    | - Velocità aumentata - Galleria estensioni - Geolocalizzazione - Potenziamento HTML5 - Personalizzazione barra degli strumenti |
| 5.0.2                     | 7533.18.5                 | - Mac OS X Leopard - OS X Snow Leopard - Windows XP - Windows Vista - Windows 7        | 7 settembre 2010  | - Corregge problemi che potrebbero impedire agli utenti l'invio di moduli web - Corregge problemi che potrebbero causare l'errata visualizzazione di un contenuto web, quando viene visualizzato un risultato di Google Image con Flash 10.1 installato - Stabilisce una connessione codificata e autenticata con la Galleria estensioni Safari |
| 5.0.3                     | 7533.19.4                 | - Mac OS X Leopard - OS X Snow Leopard - Windows XP - Windows Vista - Windows 7        | 18 novembre 2010  | |
| 5.0.4                     | 7533.20.27                | - Mac OS X Leopard - OS X Snow Leopard - Windows XP - Windows Vista - Windows 7        | 9 marzo 2011      | - Miglioramento della compatibilità con le pagine web che contengono effetti di transizione - Risoluzione di un problema che poteva provocare la stampa di alcune pagine web con layout non corretto - Risoluzione di un problema che poteva impedire la riproduzione di video HTML5 su YouTube - Risoluzione di un problema che poteva provocare l'errata visualizzazione dei contenuti di pagine web con plugin |
| 5.0.5                     | 7533.21.1                 | - Mac OS X Leopard 10.5.8 - OS X Snow Leopard - Windows XP - Windows Vista - Windows 7 | 14 aprile 2011    | Aggiornamenti per la sicurezza |
| 5.1                       | - 6534.50 - 7534.50       | - OS X Snow Leopard 10.6.8 - OS X Lion - Windows XP - Windows Vista - Windows 7        | 20 luglio 2011    | |
| 5.1.1                     | - 6534.51.22 - 7534.51.22 | - OS X Snow Leopard 10.6.8 - OS X Lion - Windows XP - Windows Vista - Windows 7        | 12 ottobre 2011   | - Risoluzione di problemi che potevano causare blocchi e un uso eccessivo della memoria - Migliorata la stabilità durante l'utilizzo dell'opzione Cerca, il trascinamento dei pannelli e la gestione delle estensioni - Migliorata la stabilità per netflix.com e altri siti web che utilizzano il plug-in Silverlight - Migliorata la stabilità della funzione zoom in Google Maps - Risoluzione di un problema che poteva impedire l'inserimento di caratteri asiatici in pagine web con contenuti Flash - Risoluzione di un problema che poteva provocare l'errata visualizzazione dei contenuti della cronologia - Risoluzione di un problema che poteva occasionare l'apparizione di elementi eliminati dell'Elenco Lettura. Migliorato il processo di stampa tramite Safari - Risoluzione di un problema che poteva impedire al servizio di navigazione sicura di Google di aggiornarsi |
| 5.1.2                     | - 6534.52.7 - 7534.52.7   | - OS X Snow Leopard 10.6.8 - OS X Lion - Windows XP - Windows Vista - Windows 7        | 29 novembre 2011  | - Risoluzione di un problema con la gestione della memoria e migliorata la stabilità generale - Risoluzione di alcuni problemi che potevano causare il lampeggiamento in bianco delle pagine web - Attivata la visualizzazione dei documenti PDF all'interno del contenuto web |
| 5.1.4                     | - 6534.54.16 - 7534.54.16 | - OS X Snow Leopard 10.6.8 - OS X Lion - Windows XP - Windows Vista - Windows 7        | 12 marzo 2012     | |
| 5.1.5                     | - 6534.55.3 - 7534.55.3   | - OS X Snow Leopard 10.6.8 - OS X Lion - Windows XP - Windows Vista - Windows 7        | 26 marzo 2012     | Miglioramento per un problema che affliggeva l'utilizzo di un sito internet quando era installata la versione 32-bit di Safari. Altri miglioramenti per la stabilità |
| 5.1.6                     | - 6534.56.5 - 7534.56.5   | OS X Lion 10.7.4                                                                       | 9 maggio 2012     | Migliorata la stabilità |
| 5.1.7                     | - 6534.57.2 - 7534.57.2   | - OS X Snow Leopard 10.6.8 - OS X Lion - Windows XP - Windows Vista - Windows 7        | 9 maggio 2012     | - Migliorate le prestazioni in caso di poca memoria del sistema. - Migliorata la velocità di risposta delle pagine web per l'utilizzo della gesture "pinch to zoom" - Disattivate le versioni di Adobe Flash Player non incluse nell'ultimo aggiornamento di sicurezza e aggiunta l'opzione per avere la versione aggiornata dal sito Adobe |
| 5.1.9                     | 6534.59.8                 | Mac OS X Snow Leopard 10.6.8                                                           | 16 aprile 2013    | Possibilità per gli utenti di abilitare il plugin Java per Safari solo per i siti web desiderati |
| 6.0                       | 8536.25                   | - Mac OS X Lion 10.7.4 - OS X Mountain Lion                                            | 25 luglio 2012    | - Safari dispone adesso di un unico campo in cui digitare sia i termini della ricerca che gli indirizzi web - Possibilità di salvare pagine web complete in "Elenco lettura" per la lettura offline - Safari può inviare ai siti web consultati la richiesta di non tracciabilità mentre si è online - Il nuovo pannello delle password consente adesso di gestire le informazioni di login dei siti web salvati - Il motore cinese di ricerca leader nel settore, Baidu, è adesso un'opzione integrata per gli utenti cinesi |
| 6.0.1                     | 8536.26.14                | - Mac OS X Lion 10.7.4 - OS X Mountain Lion                                            | 19 settembre 2012 | |
| 6.0.2                     | 8536.26.17                | - Mac OS X Lion 10.7.4 - OS X Mountain Lion                                            | 1º novembre 2012  | |
| 6.0.3                     | 8536.28.10                | - Mac OS X Lion 10.7.4 - OS X Mountain Lion                                            | 14 marzo 2013     | |
| 6.0.4                     | - 7536.29.13 - 8536.29.13 | - Mac OS X Lion 10.7.5 - OS X Mountain Lion                                            | 16 aprile 2013    | Possibilità per gli utenti di abilitare il plugin Java per Safari solo per i siti web desiderati |
| 7.0.1                     | 9537.73.11                | OS X Mavericks                                                                         | 16 dicembre 2013  | |
| 8.0                       | 10600.1.5                 | OS X Yosemite                                                                          | 2 giugno 2014     | Nuovo logo, supporto per APNG |
| 9.0                       |                           | - OS X Mavericks - OS X Yosemite - OS X El Capitan                                     | 30 settembre 2015 | |
| 9.1                       |                           | - OS X Mavericks - OS X Yosemite - OS X El Capitan                                     | 21 marzo 2016     | Maggiore supporto agli standard CSS |
| 10.0                      |                           | - OS X Yosemite - OS X El Capitan - macOS Sierra                                       | 20 settembre 2016 | Supporto per le estensioni installate dal Mac App Store, nuove schermate cronologia e segnalibri, disattivazione di default dei plugin legacy, riapertura dei tab chiusi recentemente, migliorie alla vista Reader e alla compilazione moduli automatica |
| 10.1                      |                           | - OS X Yosemite - OS X El Capitan - macOS Sierra                                       | 27 marzo 2017     | Supporto a nuove tecnologie tra cui Fetch API, CSS Grid Layout, ECMAScript 2016, ECMAScript 2017, IndexedDB 2.0, Elementi personalizzati, Gamepad API, Pointer Lock API, Eventi input, attributi download HTML5 download, HTML Media Capture. Migliorie al Web Inspector e patch di sicurezza |
| 11.0                      |                           | - OS X El Capitan - macOS Sierra - macOS High Sierra                                   | 19 settembre 2017 | Blocco riproduzione automatica audio, Prevenzione tracking intelligente che blocca la raccolta dati utente da parte dei tracker, blocco contenuti, vista Reader configurabile, auto play configurabile per sito. Supporto a nuove tecnologie come WebRTC, WebAssembly, variabili font, migliorie a controlli audio e video in HTML5. |
| 11.1                      |                           | - OS X El Capitan - macOS Sierra - macOS High Sierra                                   | 19 marzo 2018     | Supporto a nuove tecnologie come Service Workers, Payment Request API, Beacon API, Subresource Integrity. Migliorie a ECMAScript2018. Protezione privacy nel compilare i moduli solo dopo la selezione da parte dell'utente. Avviso sicurezza all'utente se il modulo di richiesta password o carta di credito è su una pagina non criptata |
| 12.0                      |                           | - macOS Sierra - macOS High Sierra - macOS Mojave                                      | 17 settembre 2018 | Favicon nei tab, generazione automatica password sicure, auto riempimento codici sicurezza da SMS, nuova versione Prevenzione Tracking intelligente. Supporto a WOFF2, file TTC, debug WebGL. Plugin NPAPI (eccetto Flash) e vecchio formato estensioni .sfariextz non più supportati. Le estensioni devono essere installate da Mac App Store. |
| 12.1                      |                           | - macOS Sierra - macOS High Sierra - macOS Mojave                                      | 25 marzo 2019     | Avvisi sicurezza se la pagina web non è su HTTPS, supporto a nuove tecnologie tra cui Web Share API, Intersection Observer API, regole CSS e elementi HTML. Do Not Track rimosso. |
| 13.0                      |                           | - macOS High Sierra - macOS Mojave - macOS Catalina                                    | 19 settembre 2019 | Supporto ad annullamento richieste fetch, chiavi USB compatibili con tecnologia Fido2, Apple Pay, Sign in con Apple, condivisione schermo senza plugin, migliorie alla Prevenzione Tracking Intelligente e sandox webkit. Avviso all'utente ogni volta che utilizza una password debole. Rimosso il supporto a WebSQL e vecchie estensioni. |
| 13.1                      |                           | - macOS High Sierra - macOS Mojave - macOS Catalina                                    | 24 marzo 2020     | Importazioni credenziali da Google Chrome, duplicazione tab, migliorie alla Prevenzione Tracking Intelligente, avviso di sicurezza se il sito usa TSL 1.1 o precedenti. |
| 14.0                      |                           | - macOS Mojave - macOS Catalina - macOS Big Sur                                        | 16 settembre 2020 | Supporto a Safari Web Extensions, un API compatibile con estensioni di altri browser come Firefox e Chrome. Supporto a login a siti internet con Face ID e Touch ID, traduzione pagine on line, Report Privacy su tracker bloccati, possibile blocco completo di cookie di terze parti, notifica utente se il suo portachiavi iCloud appare nelle liste di data breach. Adobe Flash non è più supportato. |
| 15.0                      |                           | - macOS Catalina - macOS Big Sur - macOS Monterey                                      | 20 settembre 2021 | Nuova interfaccia utente, nuova home page. Supporto passkey, WebGL 2. |
| 16.0                      |                           | - macOS Big Sur - macOS Monterey - macOS Ventura                                       | 21 settembre 2022 | Condivisione gruppi di tab, sincronizzazioni impostazioni siti internet tramite iCloud. Supporto a più lingue per gli strumenti di traduzione testo e immagini, nuove opzioni per generazione password sicure. |
| 17.0                      | 616A120a 616A124a         | - macOS Monterey - macOS Ventura - macOS Sonoma                                        | 26 settembre 2023 | |
| 17.1                      | 616B19 616B29             | - macOS Monterey - macOS Ventura - macOS Sonoma                                        | 25 ottobre 2023   | |
| 17.1.1                    | 616B34                    | - macOS Monterey - macOS Ventura - macOS Sonoma                                        | 6 novembre 2023   | |
| 17.1.2                    | 616B21 616B36             | - macOS Monterey - macOS Ventura - macOS Sonoma                                        | 30 novembre 2023  | |
| 17.2                      | 617C32 617C33             | - macOS Monterey - macOS Ventura - macOS Sonoma                                        | 11 novembre 2023  | |
| 17.2.1                    | 617C36 617C37             | - macOS Monterey - macOS Ventura - macOS Sonoma                                        | 19 dicembre 2023  | |
| 17.3                      | 617D29 617D37a            | - macOS Monterey - macOS Ventura - macOS Sonoma                                        | 22 gennaio 2024   | |
| 18.0                      |                           | macOS Sequoia                                                                          | 16 settembre 2024 | Come Safari 15, l'interfaccia è stata riprogettata, ma non si limita alla pagina iniziale e alla modalità di lettura (ora chiamata Reader). È stata introdotta una nuova funzionalità, "Evidenziazioni" basata sull'intelligenza artificiale, che rileva automaticamente le informazioni rilevanti su una pagina e le evidenzia durante la navigazione. |